# Bistrometrieaandrijving
De bistrometrieaandrijving (Engels: Bistromathic Drive) is een fictieve ruimteaandrijving gebaseerd op de relativiteit van getallen. Deze aandrijving wordt geïntroduceerd in Het leven, het heelal en de rest, het derde boek in de serie Het transgalactisch liftershandboek van Douglas Adams.
De bistrometrieaandrijving wordt gebruikt voor de voortstuwing van het sterrenschip Bistrometrie van Magdiragdag, de ontwerper van Noorwegen. Sterrenschip Bistrometrie is een van de meest geavanceerde ruimteschepen in het Hitchhiker-universum.
De Bistrometrie werkt omdat de wiskunde zich in de horeca anders blijkt te gedragen. Zoals Albert Einsteins algemene relativiteitstheorie leert dat ruimte niet absoluut is, maar afhangt van de beweging van de waarnemer in de tijd, zo is nu bekend dat getallen niet absoluut zijn maar afhangen van de beweging van de waarnemer in restaurants.
Er worden drie non-absolute zaken onderscheiden:
1. het aantal gasten waarvoor een tafel is gereserveerd
2. de afgesproken aankomsttijd van de gasten
3. de relatie tussen de opgemaakte rekening, de werkelijke bestelling en wat eenieder bereid is te betalen.

Het eerste aantal vertoont geen enkele relatie met het werkelijke aantal en varieert afhankelijk van binnenkomende telefoongesprekken. Het tweede getal is een van de bizarste wiskundige concepten, een recipriversexclusie: een getal waarvan het bestaan slechts gedefinieerd kan worden als alles behalve zichzelf. Dit betekent dat de afgesproken tijd onmogelijk de werkelijke aankomsttijd kan zijn.
Een subfenomeen is het aantal mensen dat daadwerkelijk geld bij zich heeft.